# Pilade (nome)
Pilade  è un nome proprio di persona italiano maschile.

## Varianti in altre lingue
- bulgaro: Пилад (Pilad)
- Catalano: Pílades[4]
- Francese: Pylade
- Greco antico: Πυλάδης (Pylades)[2][3][4]
- Latino: Pylades[1][2]
- Portoghese: Pilades
- Russo: Пилад (Pilad)
- Spagnolo: Pílades[4]
- Ucraino: Пілад (Pilad)

## Origine e diffusione

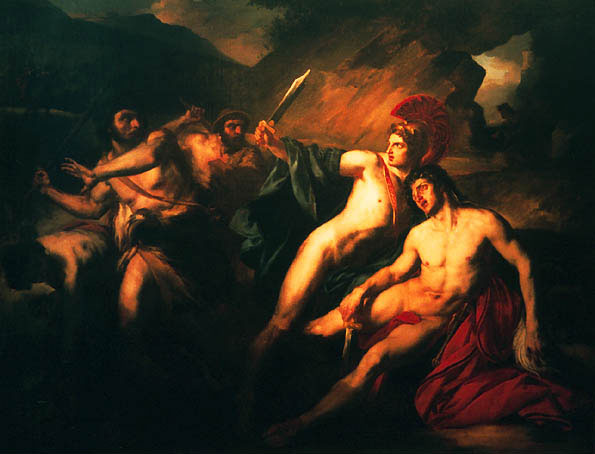
Pilade e Oreste, di François Bouchot

Deriva dal nome greco Πυλάδης (Pylades), basato su πύλη (pyle), "porta", "cancello", "passaggio", "valico"; il suo significato, forse originariamente riferito ad un toponimo specifico, può essere interpretato come "custode [delle porte]", "portinaio", "protettore" (simile a quello del nome Giano).
Si tratta di un nome di tradizione classica, portato nella mitologia greca da Pilade, un cugino di Oreste. La notorietà del personaggio, sostenuta anche da varie opere teatrali e letterarie, ha permesso al nome di essere ripreso sia nel Rinascimento che nell'età moderna. In Italia gode di scarsa diffusione; è attestato soprattutto nel Centro-Nord, in particolare in Toscana.

## Onomastico
Si tratta di un nome adespota, cioè che privo di santo patrono. L'onomastico può essere festeggiato il 1º novembre, giorno di Ognissanti.

## Persone
- Pilade Basso, calciatore italiano

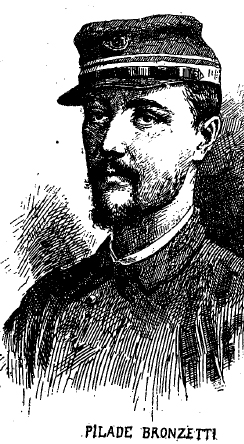
Pilade Bronzetti

- Pilade Bronzetti, patriota italiano
- Pilade Canuti, calciatore italiano
- Pilade Del Buono, imprenditore, politico e militare italiano
- Pilade Luchetti, calciatore italiano
- Pilade Pollazzi, scrittore italiano

## Il nome nelle arti
- Pilade è un personaggio del romanzo di Umberto Eco Il pendolo di Foucault.
- Pilade è un personaggio del film del 1954 Scuola elementare, diretto da Alberto Lattuada.
- Pilade è un personaggio del film del 1963 La spada nella roccia, diretto da Wolfgang Reitherman.
- Pilade Schiattato è un personaggio del film del 1978 Figlio mio sono innocente!, diretto da Carlo Caiano.
- Pilade del Tacca è uno dei protagonisti della serie di romanzi I delitti del BarLume di Marco Malvaldi.